# منطقه حوله

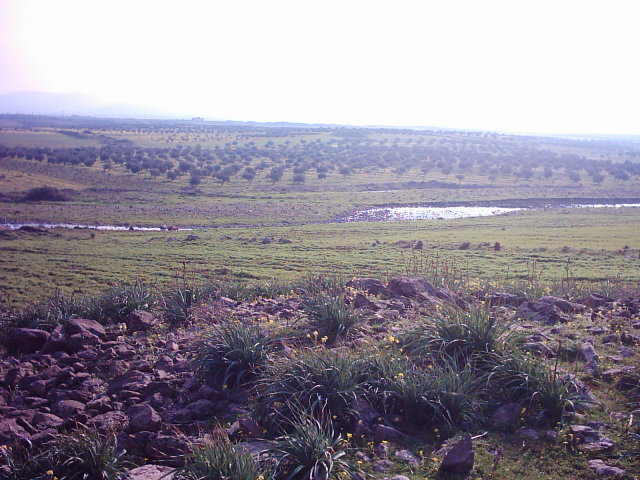
کشت زیتون در حوله

منطقهٔ حوله یا دشت حوله (به عربی: الحولة) که شامل روستاهای متعددی است، در استان حمص سوریه و در شمال شهر حمص قرار دارد.
یکی از این روستاها تلدو نام دارد که در حومهٔ این منطقه واقع است. بزرگترین شهرک این منطقه تقریباً ۳۸٬۰۰۰ نفر جمعیت دارد که کفرلاها نامیده می‌شود. سکان این شهرک را ترکمن های سوریه تشکیل می دهند.حوله توسط روستاهای علوی نشین احاطه شده است در حالی که ساکنان حوله را مسلمانان سنی تشکیل می دهند.                 
در مهٔ ۲۰۱۲، دو روستای تلدو و الشومریه تبدیل به محل قتل‌عام غیر نظامیان شده‌بودند؛ که این فاجعه در ادامهٔ نبرد بین ارتش آزاد سوریه و ارتش سوریه به وجود آمده‌بود.